# Caruso (chanson)
Pour les articles homonymes, voir Caruso (homonymie).
Caruso est une chanson écrite en 1986 par l'auteur et interprète italien Lucio Dalla. Elle est dédiée au ténor italien Enrico Caruso. Le clip de la chanson originale a été filmé au Vesuvio Hotel, où Enrico Caruso est mort.
À la suite de la mort de Dalla, la chanson s'est hissée jusqu'à la deuxième position du palmarès italien pour deux semaines consécutives. Le single a été certifié platine par la Federazione Industria Musicale Italiana.
La chanson a depuis été reprise, traduite et réinterprétée dans le monde entier par une multitude d'artistes.
Ironie du sort, Lucio Dalla qui effectue une tournée en Suisse, est mort dans une chambre d'hôtel, le Royal Plaza à Montreux en face d'une étendue d'eau, le lac Léman, alors qu'il a composé sa célèbre chanson Caruso durant une vingtaine de jours dans la chambre du Grand Hotel Excelsior Vittoria, à Sorrente, où Enrico Caruso a vécu les mois précédant sa mort, qui est intervenue à Naples en 1921. La veille de sa mort, Lucio Dalla avait interprété Caruso en concert à l'Auditorium Stravinski,,,.

## Signification
« Il regarda la fille dans les yeux, ces yeux verts comme la mer
Puis à l'improviste une larme surgit, et lui il crut qu'il se noyait
Je t'aime tant
Mais tant, tant tu sais, »

— Lucio Dalla, Caruso

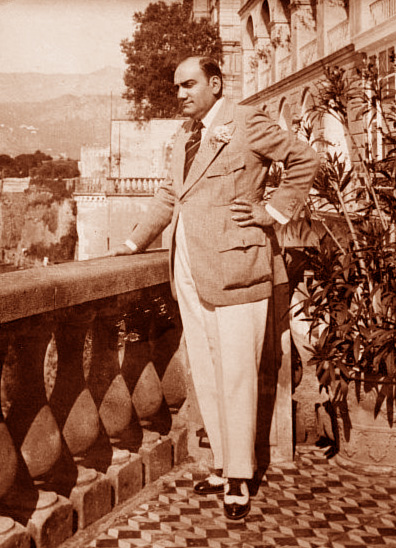
Enrico Caruso sur la terrasse de l'Hôtel Vittoria à Sorrente, quelques jours avant sa mort.

La chanson raconte la douleur et l'envie qu'éprouve un homme sur le point de mourir en regardant dans les yeux d'une jeune femme qui lui est chère. Elle est probablement une interprétation romancée des derniers instants d'Enrico Caruso à Sorrente et Naples. Caruso, légende de l'opéra italien, a éprouvé plusieurs difficultés à se faire reconnaître en son pays, ayant obtenu plus de succès aux États-Unis. Il a également entretenu plusieurs relations tumultueuses avec des femmes de renom et mariées. Caruso décrirait sa dernière femme, Dorothy Caruso (née Park Benjamin), qui était de vingt ans sa cadette. Cependant, la chanson pourrait également décrire sa fille.

## Clip vidéo
Lucio Dalla a tourné un clip vidéo dans lequel on le voit entrer dans un hôtel pendant que le réceptionniste écoute avec le volume très fort The Wild Boys du groupe britannique Duran Duran. Lucio Dalla éteint le radio-cassette pour parvenir à se faire entendre. Puis, après que Lucio Dalla ait pris la clé de la chambre, le réceptionniste rallume le radio-cassette. Sur le chemin de la chambre, la musique légère de Caruso débute.

## Reprises
La chanson a été reprise et réenregistrée un très grand nombre de fois par des dizaines d'interprètes :
- Zaniboni
- Garðar Thór Cortes (en),
- Katherine Jenkins,
- Maria Farantouri, sur une musique de Leo Brouwer,
- El Cigala, chantant le refrain en italien mais le reste de la chanson en espagnol,
- Ralph Thamar, sur un texte en créole de Ina Césaire, fille d'Aimé Césaire, album Caraïbes, 1991, avec la validation du compositeur
- Estela Raval (en), en espagnol[9],
- Andrea Bocelli (plusieurs enregistrements),
- Milva, sur une musique de James Last,
- Luciano Pavarotti (plusieurs enregistrements dont en duo avec Lucio Dalla),
- Aldo Romano Quartet,
- Lara Fabian,
- Julio Iglesias,
- Vitas[10],
- Josh Groban,
- Sergio Franchi,
- Fatih Erkoç (en), en turc Ağlama,
- Florent Pagny, dont la version s'est hissée #2 en France et #3 en Wallonie.
- Antonio Forcione (en), avec Sabina Scubbia,
- Mina,
- Zizi Possi,
- Mercedes Sosa,
- Ricardo Montaner,
- Le guitariste américain Neal Schon a enregistré une version instrumentale à la guitare électrique de la chanson,
- Jon Christos (en),
- Mario Frangoulis,
- L'artiste chilienne Bárbara Muñoz (en) a enregistré une version pop de la chanson,
- Le trompettiste Chris Botti[11],[12],
- Paul Potts,
- Next Time,
- Pharos,
- Dominic Mancuso,
- Cristian Imparato (en),
- Danny Jones de McFly,
- Mark Masri (en),
- Donald Braswell II (es),
- Alfie Boe,
- Nino Porzio,
- Jonathan et Charlotte,
- Julian Jensen,
- Ignazio Boschetto de Il Volo,
- FORTE the Operatic trio (en),
- Momodou Lamin Touray,
- Ivan Petrović,
- Cristóbal Morales (en),
- Helene Fischer,
- Maria Craciun
- Elena Hasna
- Mireille Mathieu dans une adaptation en français,
- Doro Pesch, une chanteuse de Heavy Metal.
- Licia Fox
- Claudio Capeo
- Aurélien Vivos

## Palmarès
| Palmarès (1990–2012)         | Position maximale |
| ---------------------------- | ----------------- |
| France (SNEP)                | 38                |
| Italie (FIMI)                | 2                 |
| Pays-Bas (Single Top 100)    | 68                |
| Espagne (PROMUSICAE)         | 30                |
| Suisse (Schweizer Hitparade) | 16                |

## Utilisations
Une reprise en duo par Lucio Dalla et Luciano Pavarotti est utilisée dans la bande-son du film français Élisa (1995) de Jean Becker.

### Citations originales
1. ↑  (it) « Guardò negli occhi la ragazza quegli occhi verdi come il mare
Poi all'improvviso uscì una lacrima e lui credette di affogare
Te voglio bene assaje
ma tanto tanto bene sai »